# Эшбери, Джон
Джон Эшбери (англ. John Ashbery; 28 июля 1927, Рочестер — 3 сентября 2017, Гудзон) — американский поэт, художественный критик, педагог.

## Биография
Учился в частной школе в Массачусетсе, ходил на еженедельные занятия в художественный музей Рочестера, хотел стать художником. Окончил Гарвард, диплом был посвящён поэзии Одена. Затем учился в Нью-Йоркском и Колумбийском университетах. С 1955 года, получив Фулбрайтовскую стипендию, жил во Франции. Вернувшись 1965 году в США, выступал как художественный критик. Участвовал в поэтических чтениях, организованных Энди Уорхолом. Преподавал словесность в различных колледжах США.

## Творчество
Авангардистская поэзия Эшбери, обычно причисляемого критиками к нью-йоркской школе, сложилась в поле влияний Одена, Стивенса, Пастернака, французских сюрреалистов, которых он много переводил, а также американского художественного авангарда (Дж. Кейдж, Э. Уорхол и др.). Перевёл на английский книгу Артюра Рембо «Озарения».

## Признание
Оказал сильнейшее влияние на молодую американскую и восточноевропейскую поэзию. Среди многих других, ему вручёны наиболее авторитетные в США Национальная книжная премия и Пулитцеровская премия. Член Американской академии искусств и литературы (1980), канцлер Американской поэтической Академии (1988—1999), поэт-лауреат штата Нью-Йорк (2001—2003), удостоен Боллингенской премии (1985), премии Фельтринелли (1992), Ордена искусств и литературы Франции (1993), медали Роберта Фроста (1995), Большой премии Поэтического Биеннале в Брюсселе (1996), Золотой медали поэта Американской поэтической Академии (1997), ордена Почётного легиона (2002) и др. Дважды получал стипендию Гуггенхайма (в 1967 году и 1973 году). На стихи Эшбери писали музыку А. Копленд, Н. Рорем, Т. Леон и др. В 2001 году награждён Национальной гуманитарной медалью США.

## Произведения
- Turandot and Other Poems (1953)
- Some Trees (1956, премия Йельского университета молодому поэту, по личному выбору и настоянию У. Х. Одена)
- The Tennis Court Oath (1962)
- Rivers and Mountains (1966)
- The Double Dream of Spring (1970)
- Three Poems (1972)
- Vermont Notebook (1975)
- Self-Portrait in a Convex Mirror (1975, Пулитцеровская премия, Национальная книжная премия)
- Houseboat Days (1977)
- As We Know (1979)
- Shadow Train (1981)
- A Wave (1984 , Боллингенская премия)
- April Galleons (1987)
- The Ice Storm (1987)
- Flow Chart (1991)
- Hotel Lautréamont (1992)
- And the Stars Were Shining (1994)
- Girls on the Run (1994, поэма по мотивам творчества Генри Дарджера)
- Can You Hear, Bird? (1995)
- Wakefulness (1998)
- Your Name Here (2000)
- As Umbrellas Follow Rain (2000)
- Chinese Whispers (2002)
- Where Shall I Wander (2005)
- A Worldly Country (2007)
- Notes from the Air: Selected Later Poems (2007, Международная премия Гриффина)
- Planisphere (2009)

## Публикации на русском языке
- Некое дерево / Пер. с англ. под ред. А. Драгомощенко. СПб.: Борей Арт-Центр, 1994.
- Стихотворения / Пер. А. Драгомощенко // Современная американская поэзия в русских переводах. Екатеринбург: УРО РАН, 1996. С. 14—24.
- Стихи // Иностранная литература. 2006. № 10. С. 202—215.
- Автопортрет в выпуклом зеркале / Пер. с англ. Я. Пробштейна // Новое литературное обозрение. 2014. № 125. С. 274—285.
- Из книги «Апрельские галеоны» / Пер. с англ. А. Уланова под ред. И. Соколова // Носорог. 2016/2017. № 5. С. 53—73.